# Gustave Pelgrims
	Gustave Emile Eugène Pelgrims (* 14. Juni 1878 in Schaarbeek; † 4. September 1960 in Uccle) war ein belgischer Fußballspieler.
Er war im Jahre 1900 als Mitglied des Royal Léopold Clubs Teilnehmer der Olympischen Sommerspiele in Paris. Im Turnier verlor seine Mannschaft das einzige Spiel gegen die französische Auswahl mit 2:6 und belegte den 3. Platz.